# أرسين غريغوريان
أرسين غريغوريان (بالأرمنية: Արսեն Գրիգորյան)‏ (و. 1982 – م) هو ممثل، ومذيع، ومغن من أرمينيا .

## روابط خارجية
- أرسين غريغوريان على موقع IMDb (الإنجليزية)
- أرسين غريغوريان على موقع ألو سيني (الفرنسية)
- أرسين غريغوريان على موقع أول موفي (الإنجليزية)
- أرسين غريغوريان على موقع قاعدة بيانات الفيلم (الإنجليزية)
- أرسين غريغوريان على موقع كينوبويسك (الروسية)